# بیویو، شهرستان آیلند، واشینگتن
بیویو (به انگلیسی: Bayview) یک منطقهٔ مسکونی در ایالات متحده آمریکا است که در شهرستان آیلند، واشینگتن واقع شده‌است. بیویو ۳ متر بالاتر از سطح دریا واقع شده‌است.